# Alejandro Zapata Perogordo
José Alejandro Zapata Perogordo (San Luis Potosí, San Luis Potosí, 20 de noviembre de 1958) es un político mexicano, miembro del Partido Acción Nacional, que ha desempeñado los cargos de diputado federal y senador de la República.

## Biografía
Es abogado egresado de la Universidad Autónoma de San Luis Potosí, miembro del PAN desde 1982. Ha sido secretario general del partido en San Luis Potosí y Secretario General del Comité Ejecutivo Nacional en 2005. Dos veces electo diputado federal, a la LVI Legislatura de 1994 a 1997 y a la LVIII Legislatura de 2000 a 2003 donde además se desempeñó como Coordinador del grupo parlamentario del PAN.

## Elecciones
Candidato a Síndico en 1985 y electo Diputado al Congreso de San Luis Potosí de 1987 a 1990, Secretario del Ayuntamiento de San Luis Potosí de 1992 a 1994, En 1997 fue elegido Presidente Municipal de la ciudad de San Luis Potosí hasta 2000. Se inauguran obras como la Biblioteca Pública Municipal "Enrique Almazán Nieto" y la Unidad Administrativa Municipal y se inauguró el puente vehicular. En 2003 fue precandidato del PAN a Gobernador de San Luis Potosí, en una ríspida contienda interna fue derrotado por su opositor Marcelo de los Santos, tras hacer denuncias sobre falta de equidad en la elección, finalmente aceptó los resultados. En 2005 fue candidato a Presidente Nacional del PAN.

## Senador
En 2006 fue elegido Senador por San Luis Potosí para el periodo que concluye en 2012, el 18 de septiembre de 2008 solicitó licencia a su cargo de senador a partir del 6 de octubre para ser precandidato del PAN a Gobernador de San Luis Potosí, y se registró formalmente como tal el día 27 de septiembre.

## Candidatos
El 7 de diciembre de 2008 resultó elegido candidato del PAN a Gobernador de San Luis Potosí, al obtener, según los resultados preliminares, 19,381 votos que representan el 56.81% del total a dicha candidatura se sumó el 13 de marzo de 2009 la del Partido Nueva Alianza, rindiéndo protesta como candidato de ambos partidos el 22 de marzo del mismo año. Perdió cuestionablemente con el Médico Fernando Toranzo Fernández en las elecciones del pasado 5 de julio.

## Controversias
En agosto de 2014 Reporte Indigo publicó un video donde aparecen Diputados del PAN entre ellos Alejandro Zapata Perogordo al que se observa conversando sonriente con una de las mujeres presentes en la reunión, dichas mujeres han sido identificadas como damas de compañía o escorts. En entrevista radiofónica Alejandro Zapata Perogordo afirmó: "Sí hubo una fiesta privada, ahí estuve un rato"; confirmó también que fue invitado por el secretario técnico del Grupo Parlamentario del PAN José Alfredo Labastida Cuadra quien también se encuentra presente en la fiesta; Perogordo afirmó que Labastida Cuadra lo convocó a la reunión afirmando que se trataba de una cena.